# Карпентьер, Алехо
Але́хо Карпентье́р-и-Вальмо́нт (исп. Alejo Carpentier y Valmont, 26 декабря 1904, Лозанна — 24 апреля 1980, Париж) — кубинский писатель, журналист, музыкант и музыковед.

## Биография и творчество
Сын русской преподавательницы Лины Вальмонт и французского архитектора, по материнской линии — дальний родственник Константина Бальмонта. Вырос на Кубе. В 12-летнем возрасте приехал с семьей в Париж, изучал там теорию музыки. Вернувшись на Кубу, учился архитектуре, но курса не закончил. В 1923 году вошёл в авангардное объединение «Группа меньшинства», фактически руководителем которого был историк Эмилио Роиг де Леучсенринг. В 1924 году начал публиковаться в левой прессе. В том же 1924 году стал главным редактором литературно-публицистического журнала «Картелес», а в 1927 году возглавил журнал «Revista de avance». Был связан с Коммунистической партией Кубы, в 1927 году за выступление против диктатуры Мачадо был на семь месяцев заключён в тюрьму, затем в 1928 году при поддержке Робера Десноса, с которым познакомился в Гаване, тайно эмигрировал во Францию.
Во Франции Карпентьер познакомился с сюрреалистами, публиковался в бретоновском журнале «Сюрреалистическая революция», был близок с такими крупными композиторами, как Дариус Мийо и Эйтор Вила-Лобос. В 1930 году подписал антибретоновский памфлет «Труп».
В 1933 году закончил свой первый роман «¡Ecué-Yamba-Ó!» и в скором времени уехал из Франции в Мадрид. Сблизился с Мигелем Анхелем Астуриасом, чей интерес к доколумбовой мифологии Латинской Америки глубоко повлиял на Карпентьера.
В 1937 участвовал в антифашистском конгрессе писателей в Мадриде (в это время в стране шла гражданская война).
В 1939 году Карпентьер снова вернулся на Кубу, занимался журналистикой и изучением кубинской ритуальной и фольклорной музыки.
В 1943 году Карпентьер посетил Гаити. Впечатления от этой поездки легли в основу исторического романа «Царство земное». Роман воскрешает эпизоды правления на Гаити Анри Кристофа, бывшего раба, сражавшегося за освобождение страны от французских колонизаторов и провозгласившего себя королём. Роман — под несомненным влиянием афрокубинской мифологии и искусства барокко, с одной стороны, и сюрреалистов, их философии чудесного в повседневном, с другой, — обозначил приход «магического реализма» в латиноамериканскую словесность. Этот феномен (активным соратником Карпентьера здесь был Астуриас) во многом определил в 1950—1960-х годах взрыв мирового интереса к латиноамериканскому роману.
В 1945—1959 годах Карпентьер жил в Венесуэле. В этой стране происходит действие его романа «Потерянные следы» (1953), герой которого, современный композитор, совершает путешествие в сельву в поисках музыкальных инструментов и в результате коренным образом меняет свою жизнь.
В 1962 году Карпентьер издал исторический роман «Век просвещения», действие которого происходит в годы Великой Французской революции на Кубе, на Гаити, во Франции, на Гваделупе, во Французской Гвиане, в Испании. Герои романа, Эстебан, Карлос и София — трое молодых кубинцев из Гаваны. В основе романа лежат подлинные факты из жизни Виктора Юга — комиссара якобинского Конвента на Гваделупе, агента Директории во Французской Гвиане. Габриэль Гарсиа Маркес после прочтения романа Карпентьера полностью переработал свои «Сто лет одиночества».
Карпентьер вернулся на Кубу после победы революции, принял деятельное участие в культурной жизни страны. Стал профессором Гаванского университета, а в 1962 году — директором Национального издательства.
С 1966 года занимал пост атташе по культуре посольства Кубы в Париже.
Роман «Превратности метода» (1974) — один из портретов латиноамериканского диктатора, наряду с романами «Сеньор Президент» Астуриаса, «Осень патриарха» Гарсиа Маркеса, «Я, Верховный» Роа Бастоса.
Последний роман Карпентьера «Весна священная» (1978) назван по имени балета И. Стравинского. Роман представляет собой широкую эпопею, охватывающую события XX века, от гражданской войны в Испании до революции на Кубе.
Карпентьер, бывший ценителем и знатоком музыки, также написал эссе «Музыка Кубы», в которой особое внимание уделяется афрокубинским компонентам культуры острова.
Скончался 24 апреля 1980 года в Париже. Похоронен в Гаване на кладбище Колон.

## Признание
Лауреат Премии Чино дель Дука (1975), Премии «Мигель де Сервантес» (1977), французской Премии Медичи за иностранный роман (1979).
В октябре 1981 года на Кубе был открыт культурный центр имени А. Карпентьера.
В честь Карпентера названа французская школа в Гаване.

## Произведения
- Ecue-yamba-o! /Экуэ Ямба-О! (1933, роман)
- La música en Cuba /Музыка на Кубе (1946, эссе)
- El reino de este mundo /Царство земное (1949)
- Los Pasos perdidos /Потерянные следы (1953)
- Guerra del Tiempo /Война времен (1958)
- El siglo de las luces /Век Просвещения (1962)
- La ciudad de las columnas /Город колонн (1970, эссе)
- Право политического убежища (1972)
- El recurso del método /Превратности метода (1974)
- Concierto barroco /Концерт барокко (1974)
- La consagración de la primavera /Весна священная (1978)
- El arpa y la sombra /Арфа и тень (1979)

## Сводные издания
- Obras completas: Т. 1—9 / Ed. al cuidado de М. L. Puga. México: Siglo XXI, 1983—1985
- Crónicas: En 11 t. La Habana: Arte y Literatura, 1975—1976

## Публикации на русском языке
- Музыка Кубы. / Москва: МузГИЗ, 1962
- Избранные произведения в 2 тт. / М.: Художественная литература, 1974
- Весна священная. / М.: Радуга, 1982[5]
- Мы искали и нашли себя: Художественная публицистика. / М.: Радуга, 1984
- Превратности метода. / М.: Прогресс, 1987
- Царство земное; Век Просвещения; Концерт барокко; Арфа и тень. / М.: Радуга, 1988 («Мастера современной прозы»)